# Джеймс Дуайт Дана
Джеймс Двайт Дана (або Дена), англ. James Dwight Dana; 12 лютого 1813, Ютіка, штат Нью-Йорк — 14 квітня 1895, Нью-Гейвен, штат Коннектикут) — американський геолог, мінералог і зоолог.

## Життєпис
1833 року закінчив Єльський університет.
Протягом трьох років викладав математику курсантам військово-морського флоту США, що дало можливість багато подорожувати.
З 1836 року працював асистентом у хімічній лабораторії професора Бенджаміна Сіллімана в Єльському університеті.
У 1838—1842 роках взяв участь у Тихоокеанській океанографічній експедиції США під керівництвом Чарльза Вілкса, організованої військово-морським флотом США. За результатами експедиції опублікував звіти:
- «Зоофіти» (Zoophytes, 1846)
- «Геологія району Тихого океану» (Geology of the Pacific Area, 1849)
- «Ракоподібні» (Crustacea, 1852—1854).

1844 року він повернувся до Єльського університету, з 1849 року — професор природної історії, у 1864—1890 роках — професор геології та мінералогії.
1892 року Дана вийшов у відставку.

## Наукові досягнення
У віці 23 років опублікував хімічну класифікацію мінералів у праці «Система мінералогії» (System of Mineralogy, 1837), яка залишалася без істотних змін до кінця 19 століття. У 1873 році запропонував терміни «геосинкліналь» та «геоантикліналь». Вважав, що великі прогини земної кори та утворення складок викликані скороченням земної кори внаслідок остигання та стиснення земної кулі.